# Каратиш
Карати́ш, Коротиш (Беш-Таш) — річка в Україні, в межах Розівського району Запорізької області та Нікольський і Мангушський районів Донецької області. Ліва притока Берди (басейн Азовського моря).

## Опис

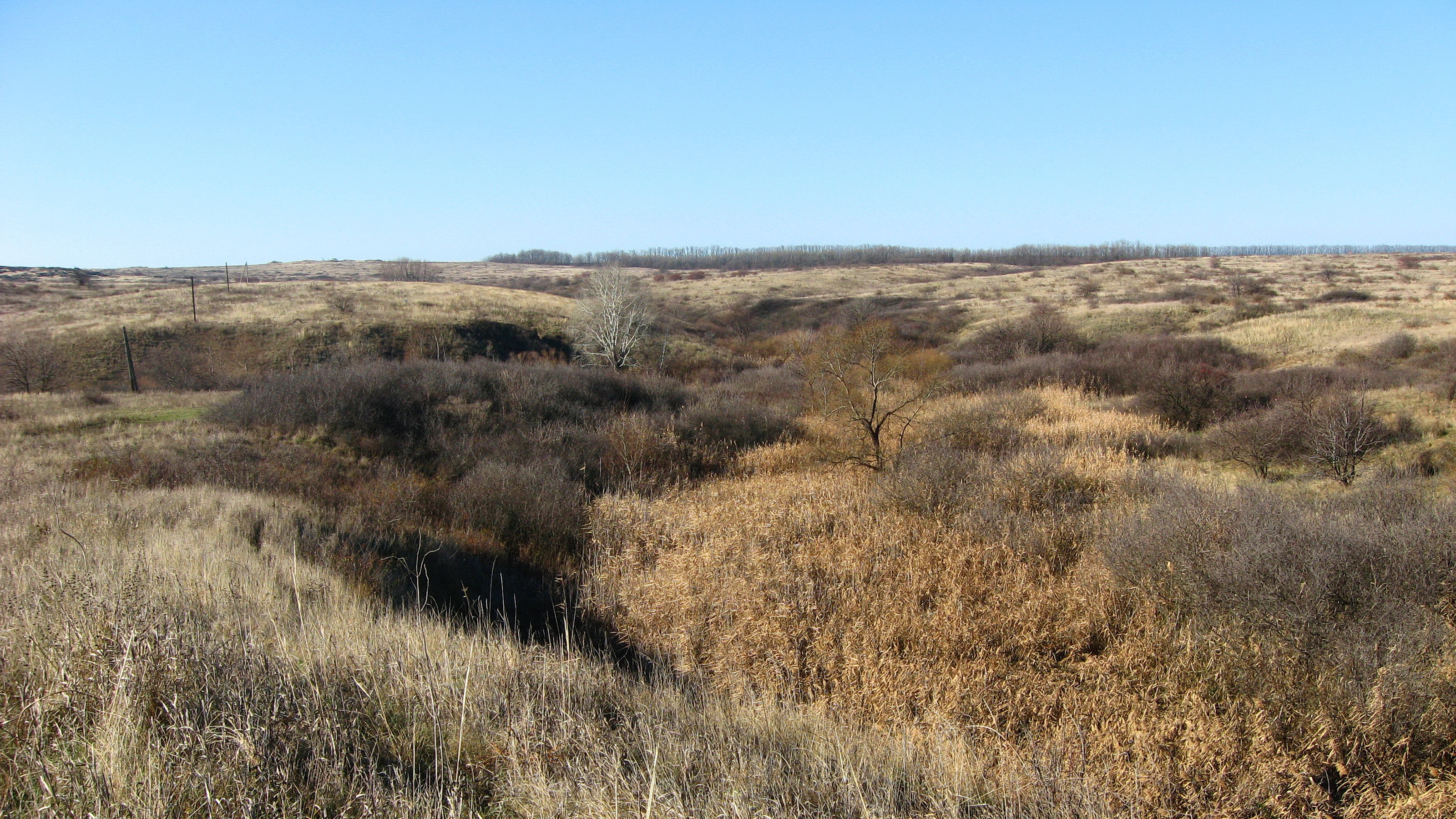
Долина р. Каратиш (верхів'я)

Довжина 41 км, площа басейну 458 км². Долина трапецієподібна, завширшки до 3 км, завглибшки до 40 м. Заплава маловиразна. Річище помірно звивисте завширшки до 5 м. Середній похил річки 4,3 м/км. Живлення переважно снігове і дощове. Льодостав нестійкий (із грудня до кінця лютого). Стік зарегульовано ставками. Використовується для технічного водопосточання й зрошення. Здійснюється залуження берегів. У верхів'ях протікає територією одного з чотирьох відділів Українського державного степового природного заповідника Кам'яні Могили.

## Розташування
Каратиш бере початок біля села Луганського. Тече переважно на південь, у пониззі — на південний захід. Впадає до Берди на південний захід від села Стародубівки.
Основна притока: Солона (ліва).